# قشلاق قره ککیل ایاز
قشلاق قره ککیل ایاز یک روستا در ایران است که در استان اردبیل واقع شده‌است. قشلاق قره ککیل ایاز ۲۶ نفر جمعیت دارد.